# Philip Carey
Philip Carey (Hackensack, Nueva Jersey, 15 de julio de 1925 - Nueva York, Nueva York, 6 de febrero de 2009) fue un actor estadounidense.

## Biografía
Nacido con el nombre de Eugene Joseph Carey en Hackensack, Nueva Jersey, EE. UU. Fue un infante de la marina de los EE. UU. durante la Segunda Guerra Mundial y también durante la guerra de Corea. 
Carey hizo apariciones en películas como I Was a Communist for the FBI (1951), This Woman is Dangerous, con Joan Crawford (1952), Calamity Jane con Doris Day (1953), Pushover (1954), The Long Gray Line (1955) y Monster (1979). También protagonizó cinco westerns: Wyoming Renegades, Massacre Canyon, The Outlaw Stallion, Return to Warbow y Tonka.

## Televisión
La carrera de Carey en televisión comenzó en diez episodios de Ford Theatre, una muy popular serie de drama de 1950. También narró treinta y un capítulos del documental Untamed Mundial. Fue el protagonista de la serie Tales of the 77th Bengal Lancers (1956-57). También interpretó al detective Philip Marlowe, en 1959, en una serie de la cadena televisiva ABC del mismo nombre. Interpretó a cuatro personajes diferentes en episodios de la serie de ABC 77 Sunset Strip protagonizada por Efrem Zimbalist Jr..
Entre 1965-1967, Carey interpretó el rol del Captain Edward Parmalee en la serie de televisión Laredo junto con Neville Brand, William Smith y Peter Brown.
Su último trabajo fue en 2008 en la serie One Life to Live.
Fue enterrado en el cementerio Forest Lawn Memorial Park de Los Ángeles.

## Filmografía
- 1951: Operation Pacific
- 1951: I Was a Communist for the FBI
- 1951: Inside the Walls of Folsom Prison
- 1951: The Tanks Are Coming
- 1951: La fuerza de las armas
- 1952: This Woman Is Dangerous
- 1952: Cattle Town
- 1952: Springfield Rifle
- 1953: The Man Behind the Gun
- 1953: Gun Fury
- 1953: Calamity Jane
- 1953: The Nebraskan
- 1954: Wyoming Renegades
- 1954: They Rode West
- 1954: Massacre Canyon
- 1954: The Outlaw Stallion
- 1954: Pushover
- 1955: The Long Gray Line (Cuna de héroes)
- 1955: Mister Roberts
- 1955: Count Three and Pray
- 1955: Three Stripes in the Sun
- 1956: Tales of the 77th Bengal Lancers, serie de televisión
- 1956: Port Afrique
- 1957: The Shadow on the Window
- 1958: Return to Warbow
- 1958: Screaming Mimi
- 1958: Tonka
- 1959: Philip Marlowe, serie de televisión
- 1960: The Trunk
- 1962: Black Gold
- 1964: Dead Ringer
- 1964: The Time Travelers
- 1965: Town Tamer
- 1965: The Great Sioux Massacre
- 1965: Laredo, serie de televisión
- 1968: Three Guns for Texas
- 1969: Once You Kiss a Stranger...
- 1970: The Rebel Rousers
- 1971: The Seven Minutes
- 1973: Shadow of Fear
- 1974: Scream of the Wolf, telefilm
- 1976: Fighting Mad
- 1979: Monster